# Ransonia krampi
Ransonia krampi is een hydroïdpoliep uit de familie Rhopalonematidae. De wetenschappelijke naam van de soort werd als Aglantha krampi in 1932 gepubliceerd door de Fransman Gilbert Ranson. Hij vernoemde de soort naar de Deense neteldierenspecialist Paul Torben Lassenius Kramp. In 1947 werd de soort door diezelfde Kramp als enige in een nieuw geslacht geplaatst dat hij op zijn beurt vernoemde naar de auteur van de soortnaam.